# راما ياد
رحمة الله ياد أو راما ياد (13 يونيو 1976، داكار، سنغال) (اسمها الحقيقي هو رحمة الله ياد من الولوفية Ramatoulaye Yade) هي سياسية فرنسية من أصل سنغالي. عملj من عام 2007 إلى 2009 وزيرة الدولة للشؤون الخارجية وحقوق الإنسان (نائبة وزيرة الخارجية) لفرنسا. وعملت برئاسة وزير الخارجية برنار كوشنار.
راما ياد مسلمة ومتزوجة من اليهودي جوزيف زيميت الذي هو جزء من حكومة فرنسوا فيون أيضًا.

## بدايتها
ولدت بداكار (سنغال) لأسرة غنية. كانت والدتها معلمة أميناتا كاندجي، والدها جبريل ياد كان أستاذا والسكرتير الشخصي للرئيس السنغالي السابق ليوبولد سيدار سنغور ودبلوماسي.
انتقلت إلى فرنسا مع أسرتها في سن الثامنة. العام 1984. بعد أن هجر والدها البلاد، عندما كانت في الرابعة عشر انتقلت إلى مجمع شقق في كولومب مع والدتها وثلاث شقيقات. وتلقت تعليمها في المدارس الكاثوليكية، ثم [2]درست في معهد الدراسات السياسية (Institut d'études politiques) بباريس، حيث تخرجت في عام 2000. . بعد هذا عملت بمخترية مدينة باريس وبالبرلمان الفرنسي.

## مهنتها السياسية

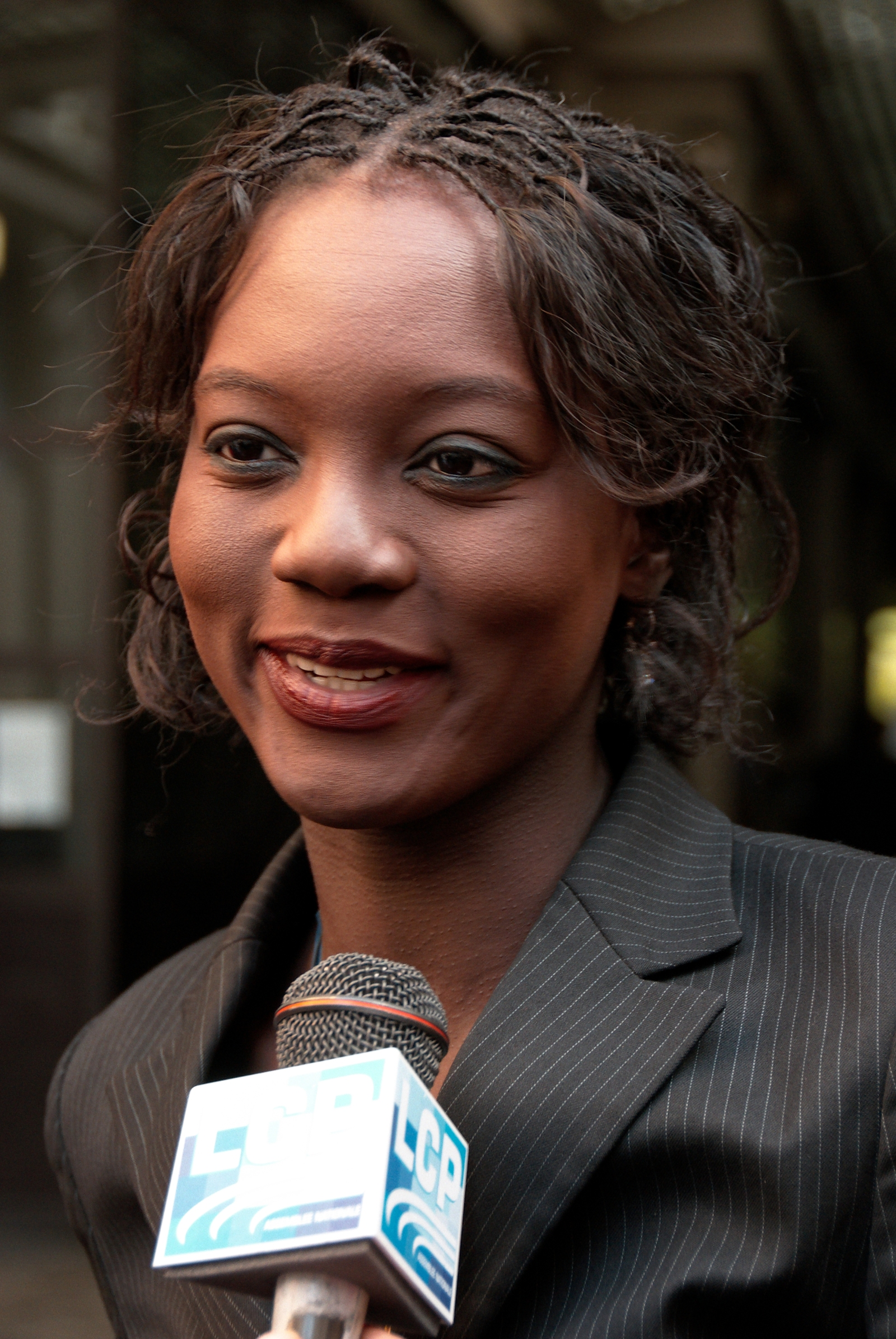
رحمة الله ياد في 2007

عملت ياد في قاعة مدينة باريس والجمعية الوطنية. كما عملت لحزب الخضر. أصبحت في وقت لاحق مسؤولة في مجلس الشيوخ في عام 2002. انضمت إلى الاتحاد من أجل حركة شعبية (UMP) وهو حزب سياسي في عام 2005، وأصبحت الأمين الوطني المكلف بالفرانكوفونية في عام 2006. وتعزو ذلك إلى الكاريزما التي يمتلكها نيكولا ساركوزي ما يجعلها ترغب في الانضمام إلى الحزب الحاكم.
في مايو 2007، تم تعيينها وزيرة دولة لحقوق الإنسان برئاسة وزير الشؤون الخارجية والأوروبية برنار كوشنير. نددت بزيارة دولة للزعيم معمر القذافي إلى فرنسا في عام 2008 نظرا لسجله الحافل بانتهاكات حقوق الإنسان.

## الخلافات والإدانات
- في عام 2007، في كتابها Noirs de France ، Les Nouveaux Neg'marrons ، كتبت: «حتى سن 18 عامًا، لو كانت هناك حرب بين السنغال وفرنسا، كنت سأختار السنغال. ومنذ ذلك الحين، أنا لا أعرف». عندما تم تعيينها وزيرة للخارجية في عام 2009، تسببت هذه التصريحات في جدل بين اليمين. فبررت ذلك بقولها: «اني كنت أجنبية، ولم أكن احمل الجنسية الفرنسية».[5]
- بعد أن اتهمت عمدة كولومبيا فيليب سار Philippe Sarre في مدونتها بالتزوير الانتخابي الكبير في أعقاب الانتخابات الرئاسية لعام 2012، أدانتها محكمة نانتير بتهمة التشهير في ديسمبر 2013 وأمرتها بدفع 2000 يورو غرامة و 4000 يورو كتعويضات.

- في 25 أبريل 2013، أدانتها محكمة باريس الجنائية في قضية التشهير بالنائب السابق مانويل إيشليمان Manuel Aeschlimann في ثماني تهم من أصل 28 تهمة تمت محاكمتها عليها، وتمت تبرئتها في البقية. وحُكم عليها بوضعها تحت الرقابة وبغرامة قدرها 800 يورو، وبقيمة 1000 يورو كتعويضات تُدفع إلى مانويل أيشليمان، في حين طالب الأخير بمبلغ 100,000.

- في يناير 2014، حكمت عليها محكمة باريس الجنائية بغرامة قدرها 800 يورو، يورو واحد كتعويض و 1000 يورو كرسوم قانونية لأنها أهانت مارين لوبان وجان ماري لوبان على مدونتها.

## مواقفها السياسية
- في حقوق المرأة: هي مؤلفة Anthologie regrettable du machisme في السياسة في عام 2013، ووقعت مع وزيرات أخريات دعوة «لن نكون صامتين بعد الآن» في جريدة le Journal du dimanche يوم 14 مايو 2016.[6]

- الزواج للجميع: في إطار النقاش حول فتح الزواج وتبني للأزواج المثليين من نفس الجنس، تعلن راما يادي عن تأييدها للإصلاح وبهذا المعنى تعتبره امتدادًا لمعركتها للدفاع عن المساواة في الحقوق. في 27 يناير 2013، شاركت في أمسية مؤيدة للزواج للجميع نظمتها كل من Pierre Bergé و Jean-Michel Ribes.

- التنوع: هي نائبة سابقة لرئيس مجلس إدارة نادي القرن الحادي والعشرين الذي يناضل لصالح التنوع وعضو في نادي Averroes الذي يجمع بين المحترفين لتعزيز «الأقليات النشطة» في وسائل الإعلام الفرنسية. مثل غيرها من الوزيرات، تدعي أنها كانت بالفعل هدفًا للإهانات العنصرية.

- نظام التعليم الفرنسي: في نوفمبر 2011، نشرت راما يادي نداء لحملة تثقيفية عامة لإعادة الجدارة إلى المدرسة واحتجت على إفلاس نظام التعليم.

- إضفاء الشرعية على القنب: أعلنت راما ياد انها ضد تقنين القنب، مستنكرة الموقف غير الأخلاقي والنفاق الذي من شأنه أن يسمح للدولة ان تستفيد من استهلاك المخدرات من قبل مواطنيها.

- الإسلام الراديكالي: راما يادي تفسر صعود التطرف الإسلامي إلى التخلي عن العلمانية من قبل الحكومات المتعاقبة التي سمحت للمرافقات المحجبات بالمشاركة في نزهات المدارس، والذين لم يتدخلوا في مواجهة قبضة السلفية على بعض المناطق، والذين استسلموا لمطالب الاقليات المسلمة لمصالح انتخابية بحتة. وهي تدعو إلى قيام جمهورية علمانية ومساواة لا تتنازل للأفكار الدينية المتباينة. وتأخذ المغرب كمثال في تدريب الأئمة ومكافحة الوعظ المتطرف.

- مصارعة الثيران: في يوليو 2016، شاركت Rama Yade إلى جانب المغنية Renaud في مظاهرة ضد corrida ، شجبت القسوة على الحيوان الموجود في هذا التقليد.